# Cobitis tetralineata
Cobitis tetralineata är en fiskart som beskrevs av Kim, Park och Nalbant, 1999. Cobitis tetralineata ingår i släktet Cobitis och familjen nissögefiskar. Inga underarter finns listade i Catalogue of Life.